# آنتونیو مونتیرو دوترا
آنتونیو مونتیرو دوترا (انگلیسی: Dutra؛ زادهٔ ۱۱ اوت ۱۹۷۳) بازیکن فوتبال اهل برزیل بود.
از باشگاه‌هایی که در آن بازی کرده‌است می‌توان به باشگاه فوتبال سانتوس، باشگاه فوتبال کوریتیبا، باشگاه فوتبال آمریکا (بلو هوریزونته)، باشگاه فوتبال یوکوهاما مارینوس، باشگاه ورزشی اسپورت رسیفی، و باشگاه فوتبال سانتا کروز اشاره کرد.